# Prágai Magyar Hírlap
Prágai Magyar Hírlap est un quotidien de langue hongroise publié en Tchécoslovaquie entre 1922 et 1938.

## Historique
Le journal est fondé le 1er juin 1922 à Prague. Il est lié à la minorité hongroise de Tchécoslovaquie. Le journal est tout d’abord né pour être un organe de presse des forces politiques (Parti national chrétien-socialiste (en) et le Parti national hongrois des petits paysans et des mines terrestres (en)) de la minorité hongroise.
Béla Henrik (hu) est le premier rédacteur en chef du journal. Il est expulsé par le gouvernement tchécoslovaque en 1924 en raison de ses articles irrédentistes. Oskár Petrogalli (sk) lui succède et la qualité du journal s'améliore. Cependant, Oskár Petrogalli meurt en 1925 et il est remplacé par Ernő Flachbarth (eo) puis par Dzurányi László (hu). László Dzurányi reste sept ans à son poste et son passage est généralement considéré comme le point culminant du journal.
Le journal est régulièrement censuré notamment avec une interdiction de publication pendant trois mois en 1933 et trois mois en 1934.
Le journal est pendant près de deux décennies l'organe de presse le plus puissant des Hongrois en Tchécoslovaquie.

## Auteurs célèbres
De nombreux auteurs hongrois ont écrit pour le journal ou l'un de ses suppléments. Il y a notamment :
- Pál Neubauer (hu)[1],
- Dezső Győry (eo)[1],
- János Darvas (hu)[1],
- Pál Szvatkó (hu)[1],
- Viktor Egri (hu)[1],
- István Darkó (hu)[1],
- Lajos Gogolák (cs)[3],
- István Borsody (hu)[3],
- László Mécs (eo)[2],
- Sándor Márai[1],
- Dezső Kosztolányi[1],
- Zsigmond Móricz[1],
- Frigyes Karinthy[1].